# As-Sabha
As-Sabha – wieś w Syrii, w muhafazie Dajr az-Zaur. W 2004 roku liczyła 4532 mieszkańców.